# Guy Vaschetti
Guy Vaschetti, né le 26 septembre 1931 à Tunis (Tunisie) et mort le 18 février 2023 à Paris, est un homme politique et avocat français.

## Biographie
Gaulliste convaincu, Guy Vaschetti adhère au Rassemblement du peuple français dès sa fondation en 1947. Il devient membre du bureau national des Jeunes Républicains sociaux, chargé de l'outre-mer. De novembre 1957 à avril 1958, il est nommé au cabinet de Jacques Chaban-Delmas, ministre de la Défense, comme chargé de liaison avec Léon Delbecque, le vice-président du comité de salut public en Algérie.
Il devient assistant du professeur Louis Pasteur Vallery-Radot, dans le cadre du projet de réforme constitutionnelle mis en place à l'initiative de Chaban-Delmas. Il participe au lancement de l'Union pour la nouvelle République et est élu député de la 23e circonscription de Paris. Il est le benjamin de l'Assemblée de la 1re législature de la Cinquième République.
Profondément attaché au maintien de l'Algérie dans la France, il est déçu du discours du 16 septembre 1959 de de Gaulle sur l'autodétermination et rejoint le groupe Algérie française de l'Unité de la République. Il n'est pas réélu en 1962.
Il exerce ensuite comme avocat à Paris. Il apparaît notamment en 1998 dans le procès qui oppose la famille Drossart à Catherine Allégret autour de la mémoire d'Yves Montand.

## Distinctions
- Chevalier de la Légion d'honneur en 1993[5].